# Giuseppe Gorini Corio
Pour les articles homonymes, voir Gorini et Corio (homonymie).
Giuseppe Gorini, marquis de Corio, né à Solbiate le 8 juin 1702 et mort à Milan le 28 octobre 1768, est un poète dramatique italien.

## Biographie
Il arrive à Paris dans sa jeunesse et y étudie les œuvres de Pierre Corneille et de Jean Racine avant de revenir en Italie où il fait jouer des comédies et des tragédies.

## Œuvres
- Elpino Arcadia, recueil d'églogues en prose et en vers, 1720
- Rime diverse, Milan, 1724
- Teatro comico e tragico, 6 vol, Venise, 1732 et Milan, 1745